# Presečina
Presečina (cyr. Пресечина) – wieś w Serbii, w okręgu jablanickim, w mieście Leskovac. W 2011 roku liczyła 364 mieszkańców.